# آلانیت
آلانیت (Allanite) دارای فرمول عمومی [A2M3Si3O12[OH است که A می‌تواند کاتیون‌های بزرگی مانند:
- Ca+2 یا Si+2 و برخی عناصر نادر خاکی[۱] باشد؛ و M می‌تواند:
- Fe+2، Mn+3، Fe+3، Al+3، Si+2، Mg+2 باشد.

البته می‌توان عناصر دیگری مانند Th, U، Zr, P، Ba, Cr را نیز در این کانی یافت. این کانی کمیاب است و باید در آلمان، نروژ، سوئد، فنلاند، چک‌واسلواکی، کانادا، استرالیا و … آن را جستجو کرد.